# Paul Vermeiren
Paul Vermeiren (Herentals, 27 augustus 1963) is een Belgisch voormalig boogschutter.

## Levensloop
Vermeiren nam driemaal deel aan de Olympische Zomerspelen, met name in 1988 te Seoel, 1992 te Barcelona en 1996 te Atlanta. In Seoul 17de, Barcelona 9de, maar zijn beste resultaat behaalde hij er in 1996 met een vierde plaats. In een interview met Frank Raes na zijn verloren kamp in Atlanta liet hij z'n emoties de vrije loop. Met enkele krachttermen en welgemeende tranen probeerde hij zijn ontgoocheling weg te spoelen. 'De vierde plaats is iedereen morgen vergeten', dacht hij toen. In 1988 werd hij er 17e en in 1992 9e in de eindstand.
Daarnaast was hij ook 4 maal actief op de Wereldspelen: 1985 Londen (4de), 1989 Karlsruhe (4de), 1993 Den Haag, alwaar hij zilver behaalde en Lahti (9de). Vermeiren nam vijfmaal deel aan de wereldkampioenschappen veldschieten, met een beste resultaat in 1990 te Loen (Nor) met, alweer een 4de plaats. In 1997 werd hij Europees kampioen in Ardesio (Ita). Ook in de Olympische discipline was hij verschillende malen actief op WK en EK. Zijn beste resultaat behaalde er in 1993 te Antalya (WK) met een 8e plaats. Op het EK 1990 te Barcelona was hij 7de. Hij werd ook 11 maal Belgisch kampioen in 3 verschillende disciplines. In 2003 kondigde Vermeiren zijn afscheid van de sport aan.
Vermeiren is afkomstig uit Lille en was beroepsmilitair. Hij was actief in onder andere Kosovo, Bosnië en Afghanistan. Hij is getrouwd met de Roemeense ex-boogschutster Diana Nicolaescu en heeft twee kinderen. Hij coacht ook jonge boogschutters. Tegenwoordig is hij ook actief in de locale politiek te Lille.